# Alpinanoplophilus yoteizanus
Alpinanoplophilus yoteizanus är en insektsart som beskrevs av Ishikawa, H. 2000. Alpinanoplophilus yoteizanus ingår i släktet Alpinanoplophilus och familjen grottvårtbitare. Inga underarter finns listade i Catalogue of Life.